# 津市相生町自治会長事件
津市相生町自治会長事件（つしあいおいちょうじちかいちょうじけん）は、三重県津市相生町の自治会長が、部落差別・同和利権を用いて津市役所・津市議会を従属させていた詐欺・行政対象暴力事件である。

## 概要
2020年9月、示現舎が津市相生町における同和利権問題を報道した。相生町内会長についての告発情報が示現舎に寄せられていた中で共通していたのが、1台で済むのに4台も使った報酬や費用まで支払われている環境パトロール、市職員へのパワハラである。
相生町内会長が市の人事等に圧力をかけ、自分の気に入らない職員を異動させる、「詫び」として丸坊主と土下座をさせる、実質的に自身が経営している飲食店に市の職員を行かせる、町内会事務所として使っている建物のガレージの修理や私有地の草刈りや片付け等、市の職員を私物化していた。示現舎によれば「相生町自治会長による、同和・暴力団の威力を背景として行政職員を私的に働かせること、市議会への介入が常態化していること」などがわかったという。具体的には、安いゴミ箱を買って高い補助金予算を組ませて差額を貰う税金の搾取、身内店舗の利用を市職員らに強制するなど市長や議会、役所すらも支配していた。
12月には現地マスコミである伊勢新聞も本件を報道した。同月の津市議会定例会の一般質問に対し、津市長前葉泰幸は、市職員が「特定の市民」に対し土下座をして謝罪したことや、頭髪を丸刈りにした事実の存在を認めた。また別の議員は、市が相生町自治会にごみ箱の補助金を不正に支出した、同自治会の会長と市幹部によるパワーハラスメントで退職に追い込まれた職員がいる、などとして、市を刑事告発するとの考えを示した。
12月18日、前葉市長は、刑事告訴も視野に対応を検討する姿勢を定例記者会見で表明した。12月23日、これらの問題の事実関係を明らかにする必要があるとして市議会本会議で百条委員会設置が提案され、賛成多数で可決された。
2021年2月10日、前葉市長は市が自治会に年間約950万円の委託料を払っている「資源物の持ち去り防止パトロール」について、「同日付で自治会との委託契約を解除した」と発表した。
同月24日、相生町自治会長の男と知人の塗装業の男が自治会の掲示板設置を巡り津市から補助金をだまし取ったとして詐欺の疑いで逮捕された。2人は共謀して2017年12月、塗装業の男が代表を務める塗装会社に相生町自治会の掲示板2基を設置した費用として約26万5千円を支払ったとする偽の領収書を市に提出し、補助金上限額の13万円をだまし取ったとされている。
2021年3月1日の定例記者会見で前葉市長は職員が不当な要求をされた際に相談ができる「内部統制室」を新年度中にも設置する考えを表明した。
自治会のごみ収集庫設置工事費をだまし取ったとして津署は2021年3月18日、相生町自治会長の男（詐欺罪で起訴、再逮捕）、会社員の男と会社役員の男を逮捕した。自治会に設置したごみ収集庫5基の工事代金支払い額が約245万円とする嘘の領収書などを市職員に提出し、2019年7月3日に75万円を指定口座に振り込ませてだまし取った疑いである。
2021年6月11日、津市は「元相生町自治会長の男が不当に受け取った補助金など約1060万円を同日、市に返還した」と発表した。
2021年7月21日、津市は「元相生町自治会長の男が防犯灯を設置する名目で不当に受け取った補助金など約95万円を同日、市に支払った」と発表した。
2021年8月18日、元相生町自治会長の男と元会社員の男の判決公判が津地裁であり、四宮知彦裁判長は元相生町自治会長の男に懲役3年、執行猶予5年（求刑懲役3年）、元会社員の男に懲役1年6月、執行猶予4年（求刑懲役1年6月）の判決を言い渡した。
2021年10月に処分が発表され、平成18年の合併以降で津市の一度に処分した職員数は最多の事件関与職員155人（懲戒処分は64人で、うち減給11人、戒告53人。懲戒処分に当たらない文書厳重訓告33人、文書訓告58人）であった。処分された職員身分の内訳は、部長級32人、部次長級22人、課長級17人、担当主幹級以下84人。
津市は元相生町自治会長の男に損害賠償を求め提訴したが、2022年9月5日、津地方裁判所は市が団体の事業や活動予定を確認せずに補助金を交付したと指摘、だまし取られたとは言えず請求には理由がないとして市の請求は棄却された。津地裁の山本健一裁判官は、元自治会長に恐怖心を持っていた市職員が元自治会長の意向を推し量り、実体のない団体の詳細を確認せずに交付を決めたと認定した。2023年3月24日、名古屋高等裁判所は一審判決を変更し、元自治会長に全額の支払いを命じた。
2023年4月、元相生町自治会長の男が津市議会議員補欠選挙に立候補したが、落選した。

## 自治会長の男の経歴
1980年頃から喫茶店や飲食店を経営した。1987年頃からは美容室を経営した。2003年の第43回衆議院議員総選挙三重2区の選対責任者として活動、その頃より政治にも関心をもった。他町に居住していたが2013年に相生町自治会役員から依頼され、相生町自治会長を2021年までつとめた。

## 自治会長の男と協力者
様々な方法で市職員の恐怖心を煽り、自らにすり寄る一部職員から市役所の内部情報を入手しては、津市行政に対する追及や『謝罪』要求を求める行為を繰り返すことで、自らの要求をかなえていった。職員の間には『とにかく土下座をして謝罪すればよい』という雰囲気・共通認識が広がっていった。『洗脳されていた』という表現が当てはまるほど、異常な状態であったと調査報告書に記されている。事件報道でも、一自治会長にすぎない男がここまで、権力を持てたかの背景である「部落」「同和」が一切言及されず、マスコミタブーが見られた。
人権担当理事は津市の人権課・男女共同参画室・地域調整室を統轄する部長級ポストである。津市相生町事件で詐欺罪で自治会会長と共に起訴された元津市中央市民館館長も、平成25 - 26年度に津市市役所で人権担当理事を務めていた。津市の調査チームがまとめた最終報告書でも、元自治会長と密接な関係にあった歴代の人権担当理事を「警戒心と恐怖心から、その距離を見誤り、過剰に寄り添ったとも言える対応をし続けてきた責任は大きい」と指摘している。人権担当理事職の廃止が津市で提案されている。
関係者を屈服させた原因である「土下座強要」「謝罪」の原点とも言うべき現場に、自治会長側として盆野明弘副市長がいたことは、市ナンバー2の盆野副市長が「元凶」と言っても過言ではない、と示現舎は批判している。
元相生町自治会長による一連の問題を調査する市議会特別委員会（百条委員会）は11議員を参考人として招致した。前議長の岡幸男議員（県都クラブ）は、自治会長から議長の辞任を迫られていたこと、恫喝の場に自治会町側として市民クラブの辻美津子議員（市民クラブ）、倉田寬次議員（市民クラブ）らが同席していたこと、他にも辞任協力者がいたことを明らかにした。2020年夏の議長選で、辻議員が田邊被告に謝礼として30万円を渡すよう加藤美江子議長（公明党議員団）に促したことも百条委で明らかになった。田邊被告は加藤議長に花束を贈っていた。藤本智子副議長（共産党津市議団）も「2020年6月に倉田議員から電話があり『（副議長を）降りやんのやったら岡と同じ目に遭わせたるぞ』と言われた」と述べ、倉田議員に威圧を感じたと明らかにした。
三重県の津市議会は2021年10月に、元自治会長と緊密な関係があり、市職員や議員が元自治会長に 叱責、土下座させられる場に度々同席し、他の議員にも来るよう連絡していた田矢修介議員に対し、辞職勧告決議案を賛成多数で可決した。田矢市議は元自治会長の関係者からバレンタインデーのチョコレートを受け取り、返礼として菓子を贈呈、元自治会長の親族の結婚式に出席するなどしていた。決議は田矢議員の行為が元自治会長の「有形無形の圧力」を助長させ、行政対象暴力や補助金詐欺事件などに、多大な影響を及ぼしたと指摘している。
示現舎は自治会長に最も近いとされてきた市議として、田矢修介市議・辻美津子市議の名を上げている。田矢市議の妻は、自治会長の親密女性が理事長を務めるフードバンク三重の副理事長を務めていた。事件後副理事長を辞任した。示現舎はこうした背景を見て、自治会長に最も近く“一蓮托生 ”であったと報道している。